# Nematalosa nasus
Nematalosa nasus är en fiskart som först beskrevs av Bloch, 1795.  Nematalosa nasus ingår i släktet Nematalosa och familjen sillfiskar. IUCN kategoriserar arten globalt som livskraftig. Inga underarter finns listade i Catalogue of Life.